# Шпаковський Олександр Ілліч
Шпаковський Олександр Ілліч (20 серпня [1 вересня] 1823 — 25 червня [7 липня] 1881) — російський полковник, винахідник різних приладів і машин, педагог.
Походив з дворян Смоленської губернії, освіту здобув в Новгородській гімназії і в грудні 1840 року вступив на службу в Перновський гренадерський полк.
У 1842 році був переведений прапорщиком в гренадерський ерцгерцога Франца-Карла полк, а в наступному році — в Астраханський карабінерний. У травні 1847 року він був прикомандирований до Павловського кадетського корпусу, в лютому 1851 року затверджено репетитором з фізики в корпусі, а в жовтні 1854 призначений викладачем того ж предмета.
За скасування Павловського кадетського корпусу 31 жовтня 1863 переведений в 1-е військове Павлівське училище штатним викладачем з фізики. 27 березня 1866 отримав звання, за відмінність по службі, в підполковники з зарахуванням по армійської піхоті і з залишенням при училищі. 15 жовтня 1867 переведений в 12-й гренадерський Астраханський полк, а 20 квітня 1869 отримав звання полковника, з залишенням при училищі.
Шпаковський був відомий, як один з чудових діячів з розвитку різних галузей техніки в Росії. Не будучи фахівцем-техніком, а лише самоучкою, він користувався, проте, в 1860-х і 1870-х роках великою популярністю, завдяки своїм численним винаходам, що знаходило нерідко широке застосування не тільки в Росії, але і за її межами.